# Economía y sociedad
Economía y sociedad. Esbozo de sociología comprensiva (en alemán Wirtschaft und Gesellschaft) es un libro del economista político y sociólogo Max Weber, publicado póstumamente en Alemania por su esposa Marianne. Se considera junto a La ética protestante y el espíritu del capitalismo como una de las obras más importantes de su autor.
El libro comprende diversos temas sobre religión, economía, política, administración pública y sociología. Es también uno de los textos con mayor penetración en el pensamiento del siglo veinte, y su influencia permanece en nuestros días. 
En 1998, la Asociación Internacional de Sociología incluyó este trabajo como el libro sociológico más importante del siglo XX.

## Traducción
El Fondo de Cultura Económica publicó la primera traducción completa al castellano en 1964. En inglés se publicó la primera parte del libro en 1947, bajo el título The Theory of Social and Economic Organization, y hasta 1968 se publicó la obra en su totalidad.